# Rafael Benítez Maudes
Rafael Benítez Maudes (Madrid, 16 d'abril de 1960), més conegut simplement com a Rafa Benítez, és un entrenador de futbol espanyol. Actualment dirigeix el Real Club Celta de Vigo de la Primera divisió espanyola de futbol.

## Biografia

### Inici en les banquetes
Llicenciat en Ciències de l'Activitat Física i de l'Esport (INEF) per la Universitat Politècnica de Madrid, diplomat en Ciències Empresarials per l'Escola Universitària d'Estudis Empresarials de Sabadell (Barcelona) i havent completat alguns cursos de la llicenciatura en medicina va iniciar la seua etapa d'entrenador en les categories inferiors del Reial Madrid.
En 1995 fitxa pel Reial Valladolid. La temporada 1996/97 entrena l'Osasuna. La temporada 1997/98 ja a les files de l'CF Extremadura, aconsegueix l'ascens a 1a divisió. Dos anys després, la temporada 2000/01 i entrenant el CD Tenerife torna a aconseguir l'ascens a 1a divisió.

### Etapa en el València
Xavier Subirats, secretari tècnic llavors del València CF, va decidir després que marxés Héctor Cúper de la banqueta valencianista, apostar per Benítez com successor de la direcció tècnica de l'equip. Una curiositat és que el consell valencianista li va fer signar un paper en el qual se'l declarava màxim responsable del seu fitxatge.
Rafa Benítez va ser rebut amb dubtes de l'afició valencianista, ja que el currículum amb el qual arribava a València com a entrenador d'equips de primera era més aviat limitat. Algun conseller afí a Paco Roig, expresident del club, però que no parlava en nom de la resta del consell va dir que l'únic Benítez que coneixia era el torero.
Després d'un principi de lliga vacil·lant i una eliminació copera, semblava no acoblar-se a la seua nova banqueta: en la jornada 17 era vuitè. No obstant això, 7 jornades després, després de guanyar a l'Alabès, es va col·locar en primera posició; i en la jornada 37, en La Rosaleda (camp del Màlaga CF) va proclamar-se campió en la competició de forma matemàtica, guanyant un títol de lliga per al València que s'havia esperat durant 31 anys.
Dos anys després Rafael Benítez va ajudar al València a aconseguir 2 títols més: Lliga i Copa de la UEFA, ambdós en la temporada 2003-2004, sent amb això l'entrenador que més títols ha aconseguit en la història del club.
Benítez es trobava en el millor moment de la seua carrera, però fart que en el consell d'administració del club (presidit llavors per Jaume Ortí) no saberen o volgueren valorar el seu treball, va decidir abandonar el club al que havia aconseguit situar entre els millors d'Europa. Encara li quedava un any més de contracte, però després d'una roda de premsa en la qual no va poder contenir les seues llàgrimes va abandonar València amb destinació Liverpool, club pel qual segons part de la premsa valenciana podria ja tenir signat un contracte.

### Etapa europea

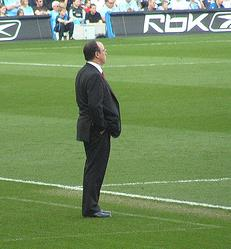
Benítez en 2007.

Al juny de 2004 va fitxar pel Liverpool FC anglès, on es va guanyar ràpidament el suport de l'afició; i al maig de 2005 assoleix un enorme èxit en guanyar la Lliga de Campions. La temporada 2005/06 va guanyar la FA Cup anglesa i en la temporada 2006/07 va aconseguir de nou arribar a una final de la Lliga de Campions, curiosament contra el mateix equip al que guanyà el seu primer any, encara que aquesta vegada amb un resultat desfavorable.
El 3 de juny del 2010 el Liverpool FC anuncià el seu cessament com a tècnic. Finalment, el 8 de juny es feia oficial el seu fitxatge per l'Inter de Milà, on no va acabar l'any, al rescindir el seu contracte al final de desembre, després de guanyar la Supercopa d'Itàlia i el Campionat del Món.
El 2008 es converteix en doctor honoris causa per la Universitat Miguel Hernández d'Elx (UMH), "per la seua trajectòria professional i el seu reconegut prestigi dins de l'àmbit de l'activitat física i de l'esport".
El 21 de novembre 2012, després de dos anys sense ser entrenador actiu de cap equip de futbol, és nomenat nou entrenador del Chelsea Football Club en substitució de Roberto di Matteo.
El juliol de 2013 fitxà per la SSC Napoli. El tècnic signà un contracte per dos anys i un tercer opcional i amb un sou de 3,5 milions d'euros per temporada.

## Trajectòria esportiva

### Com a jugador
- 1973–1981 Reial Madrid B
- 1981 Club Deportivo Alone de Guardamar
- 1981–1985 AD Parla
- 1985–1987 Linares CF

### Com a entrenador
- 1993–1995 Reial Madrid B
- 1995–1996 Reial Valladolid
- 1996–1997 Osasuna
- 1997–1999 CF Extremadura
- 2000–2001 CD Tenerife
- 2001–2004 València CF
- 2004–2010 Liverpool FC
- 2010 Inter de Milà
- 2012–2013 Chelsea Football Club
- 2013–2015 SSC Napoli
- 2015–2016 Reial Madrid
- 2016–2019 Newcastle United
- 2019–2023 Dalian Yifang
- 2023– Celta de Vigo

## Palmarès
- Campió de la Lliga espanyola (2001-2002) amb el València CF
- Campió de la Lliga espanyola (2003-2004) amb el València CF
- Campió de la Copa de la UEFA (2003-2004) amb el València CF
- Campió de la Copa d'Europa (2004-2005) amb el Liverpool FC
- Campió de la Supercopa d'Europa (2005) amb el Liverpool FC
- Campió de la Copa d'Anglaterra (2005-2006) amb el Liverpool FC
- Campió de la Community Shield (2005-2006) amb el Liverpool FC
- Campió de la Supercopa italiana de futbol (2010) amb el Inter de Milà
- Campió de la Campionat Mundial de Clubs (2010) amb el Inter de Milà
- Subcampió de la Copa d'Europa (2006-2007) amb el Liverpool FC
- Subcampió de la Supercopa d'Europa (2010) amb el Inter de Milà
- Campió de l'Europa League (2012-2013) amb el Chelsea FC